# Conférence épiscopale du Salvador
La Conférence épiscopale du Salvador (en espagnol : Conferencia Episcopal de El Salvador, abrégé CEDES) est une conférence épiscopale de l’Église catholique qui réunit les ordinaires du Salvador.
Elle fait partie du Conseil épiscopal latino-américain (CELAM), avec une vingtaine d’autres conférences épiscopales.

## Membres
La conférence épiscopale compte neuf ordinaires titulaires :
- José Luis Escobar Alas, archevêque de San Salvador ;
- William Ernesto Iraheta Rivera (de), évêque de Santiago de María ;
- Miguel Ángel Morán Aquino, évêque de Santa Ana ;
- Fabio Reynaldo Colindres Abarca (es), évêque de San Miguel, également évêque de l’ordinariat militaire ;
- Elías Samuel Bolaños Avelar (es), évêque de Zacatecoluca ;
- Constantino Barrera Morales (de), évêque de Sonsonate ;
- Oswaldo Estéfano Escobar Aguilar (de), évêque de Chalatenango ;
- Gregorio Rosa Chávez, cardinal et évêque auxiliaire de San Salvador ;
- José Elías Rauda Gutiérrez (de), évêque de San Vicente ;

ainsi que :
- Simeón Reyes, prêtre et secrétaire adjoint de la conférence épiscopale ;

et trois émérites, :
- Rodrigo Orlando Cabrera Cuéllar (de), évêque émérite de Santiago de María ;
- Romeo Tovar Astorga (de), évêque émérite de Santa Ana ;
- Luis Morao Andreazza (de), évêque émérite de Chalatenango.

## Sanctuaires
La conférence épiscopale a désigné un sanctuaire national, la cathédrale-basilique Reine-de-la-Paix de San Miguel.